# 谷本弘行

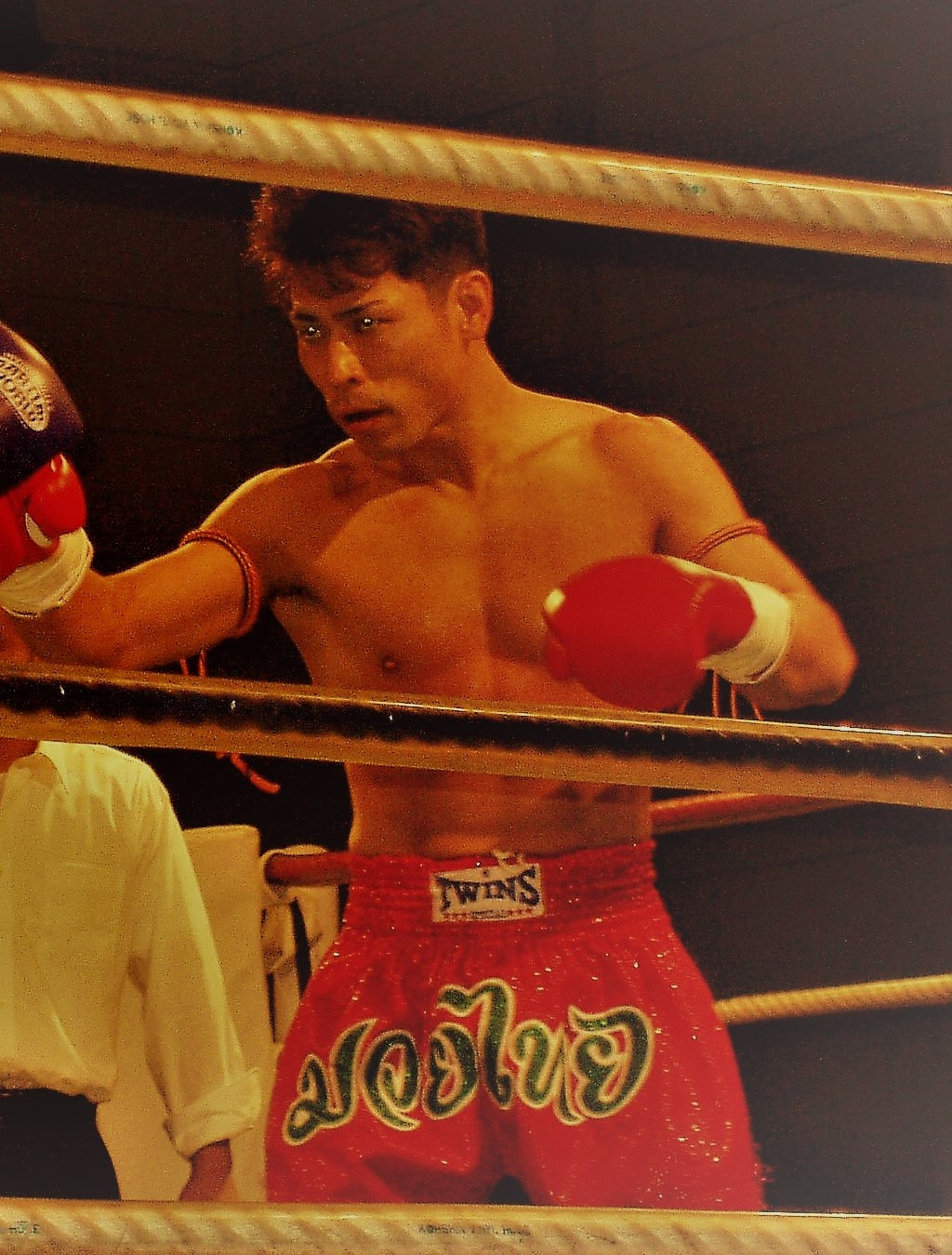

谷本 弘行（たにもと ひろゆき、1971年2月6日 - ）は、日本の男性キックボクサー。兵庫県加古川市出身。
1994年から2004年にかけて活躍。現職警察官。得意技は左ミドルキックと膝蹴り。

## 来歴
高校から柔道を始め、現在講道館五段。全国警察逮捕術大会に出場後22歳で「シュートボクシング大阪ジム」に入門。黒沢会長に師事し、打撃格闘技の世界へ。
その後震災により転居を余儀なくし、兵庫県加古川市所在のグローブ空手道場「日進会館」に入門。佐佐木敬二館長の師事を受け全日本新人空手道選手権において、正道会館のタケルを撃破し優勝。転勤により千葉県へ転居し、「習志野ジム」に入門。全日本キックボクシング連盟ウェルター級プロとなる。
再び兵庫県に戻り日進会館に入門。1999年、日本の警察官として初のK-1（K-1 JAPAN '99）出場。ISKA世界王者の大野崇と対戦し、左ハイキックでKO負け。
同年、練習中に右膝靭帯断裂・半月板損傷・骨折等のアクシデントにより2か月間の入院生活を送る。2004年、ライバルの林誠との引退試合を最後に日進会館のコーチに就任する。
2012年４月　転勤で東京都に転居。東京都中野区のセンチャイムエタイジムのコーチに就任
2012年9月　ニュージャパンキックボクシング連盟レフリーに就任
2013年１月　ＷＢＣムエタイレフリーに就任　
2015年4月　再び兵庫県に帰県し、日進会館コーチに就任
2015年9月　ルンピニージャパンレフリーに就任
2021年7月　日進会館を退会。兵庫県姫路市の「HERO'ｚ Ｋｉｃｋ＆Ｂｏｘｉｎｇ Ｇｙｍ」のコーチに就任

## 戦績
| 勝敗 | 対戦相手 | 試合結果                   | 大会名                                           | 開催年月日    |
| ×    | 林誠     | 3分3R終了 判定0-3          | BRAVE CORE II                                    | 2004年6月20日 |
| ×    | 大野崇   | 3R 0:30 KO（左ハイキック） | K-1 THE CHALLENGE '99 【フレッシュマンファイト】 | 1999年3月22日 |

## 獲得タイトル
- 全日本新人空手道選手権大会優勝（1995年）
- 関西シュートボクシング選手権優勝（1998年）
- カラテオープン選手権2連覇2階級制覇